# 嶋之速贄
嶋之速贄（しまのはやにえ）とは古事記に登場し、志摩国伊雑郷魚切里から皇室に献上された魚をアメノウズメとその一族猿女等に供えられる魚である。
書物によっては、島之速贄、島ノ速贄とも記載されているが、殆どが推測の域を出ず、誤った記載が目立つものでもある。

## 歴史
古事記上巻第五部天宇受賣命に登場し「是以御世嶋之速贄獻之時給猿女君等也」と古くから現代に至るまで、皇室に献上され、皇室は猿女等に捧げている。
嶋もしくは島は、志摩国を指し、古事記が出来る以前より志摩国伊雑郷魚切里（現在の三重県志摩市大王町波切）から、魚介が奉納され、皇室では古事記に則り、今もなお同地から献上される魚を猿女等に奉納している。
献上される魚も定められており、トビウオが献上されている。トビウオを献上する理由ははっきりしないが、赤烏など海から登る太陽信仰が有った為、海面から飛び出て速く滑空する様を重要視した可能性もある。
特に、持統天皇は中国の神話を重視した模様で、トビウオを魚に翼を得て大鳥になった鵬に見立て、国の大事業を行う意思表示、図南の翼にした可能性が高い。
また、トビウオの別名がアゴであり、志摩国伊雑郷魚切里は後に、志摩国英虞郡名錐郷と名を変える事から、後の英虞郡の名前の由来になった可能性も捨てきれない。
現代では、この風習に習い、猿田彦神社に於いても天宇受賣命の相手側になる、猿田彦大神に対し神社の氏子などがトビウオを奉納している。

## 特定された経緯
宮内庁からの依頼で、現地の漁協が魚を送るだけの慣習であり、イベント的祭事を行う訳ではないのだが、宮中で魚を供えるだけの祭事であるため詳細は表には出にくい。この為、大半の書籍は推定を書いているに過ぎない。
宮内庁による特定要因は、藤原京などから出土している木簡による地域の特定、古事記編纂時には既に収められていた事、古くから定期的に猿女に供える魚が決まっており、藤原京の木簡と合致した事である。